# Giuseppe Wilson
Joseph (Giuseppe) "Pino" Wilson (Darlington, 27 de outubro de 1945 – Roma, 6 de março de 2022) foi um futebolista italiano, nascido na Inglaterra, que atuava como defensor.

## Carreira
Giuseppe Wilson fez parte do elenco da Seleção Italiana de Futebol na Copa do Mundo de 1974.

## Morte
Giuseppe morreu no dia 6 de março de 2022, aos 76 anos de idade, vitima de um AVC.